# Objatschewo
Objatschewo (russisch Объя́чево, Komi Абъячой/Abjatschoi) ist ein Dorf (selo) in der Republik Komi in Russland mit 5699 Einwohnern (Stand 14. Oktober 2010).

## Geographie
Der Ort liegt im Bereich des Nordrussischen Landrückens etwa 160 km Luftlinie südsüdwestlich der Republikhauptstadt Syktywkar am rechten Ufer des Flusses Lusa, wenig oberhalb der Einmündungen des linken Nebenflusses Sol und des rechten Nebenflusses Oschyn.
Objatschewo ist Verwaltungszentrum des Rajons Prilusski sowie Sitz der Landgemeinde Selskoje posselenije Objatschewo. Seit Angliederung der vormaligen, nördlich anschließenden Landgemeinde Tschitajewo 2016 gehören weiterhin die entlang der Lusa gelegenen 14 Dörfer Beljajewskaja, Beresniki, Kalininskaja, Lukintschi, Malowylgort, Obrotschnaja, Ostapowskaja, Panewskaja, Poschmador, Sagarskaja, Taratschewo, Tschitajewo, Tupegowskaja und Wekschor sowie die zwei Siedlungen Isjaschor und Oschyndor zur Gemeinde. Am weitesten von Objatschewo entfernt ist das etwa 25 km flussabwärts (nördlich) am linken Ufer gelegene Wekschor, die größten Ortschaften sind Kalininskaja (446 Einwohner; 5 km nordwestlich), das unmittelbar nördlich an Objatschewo anschließende Oschyndor (307 Einwohner) und der 15 km nördlich gelegene frühere Gemeindesitz Tschitajewo (281 Einwohner; alles Stand 2010).
Gut die Hälfte der Einwohner sind Komi(-Syrjanen), etwas weniger ethnische Russen.

## Geschichte
Das Dorf wurde erstmals 1620 urkundlich erwähnt. Als Kirchdorf (wie in Nordrussland üblich in dieser Zeit als pogost bezeichnet) war es lokales Zentrum für einige Dutzend umliegende Ansiedlungen. Beim Ort befand sich eine wahrscheinlich bereits im 15. Jahrhundert errichtete Befestigungsanlage. Ab 1780 gehörte Objatschewo zum neu gebildeten Ujesd Ust-Syssolsk (heute Syktywkar), ab 1796 Teil des Gouvernements Wologda. Größere lokale wirtschaftliche Bedeutung erlangte das Dorf erst um die Wende zum 20. Jahrhundert.
Mit Einführung der Rajoneinteilung in der 1921 gebildeten Autonomen Oblast der Komi (Syrjänen) am 15. Juli 1929 wurde der Prilusski rajon (wörtlich etwa „Rajon an der Lusa“) mit Sitz in Objatschewo als einer der fünf ersten Rajon des Gebietes gebildet. Ab 5. Dezember 1936 war er Teil der ASSR der Komi, aus der die heutige Republik hervorging.

### Bevölkerungsentwicklung
| Jahr | Einwohner |
| ---- | --------- |
| 1939 | 1664      |
| 1959 | 3343      |
| 1970 | 2894      |
| 1979 | 3458      |
| 1989 | 5273      |
| 2002 | 5835      |
| 2010 | 5699      |

Anmerkung: Volkszählungsdaten

## Verkehr
Östlich des Dorfes verläuft die föderale Fernstraße R176 Wjatka, die Tscheboksary über Joschkar-Ola und Kirow mit Syktywkar verbindet. Bei Objatschewo zweigt die Regionalstraße 87K-036 ab, die unterhalb des Ortes die Lusa über eine temporäre Pontonbrücke quert und links des Flusses abwärts bis Tschitajewo führt.
Die per Straße (über die R176) nächstgelegene Bahnstation befindet sich etwa 110 km südlich in Muraschi an der Strecke Kirow – Kotlas.